# Banlieue nord
Cet article concerne la chanson de Daniel Balavoine. Pour le film de Barbara Albert, voir Banlieue nord.
Singles de Daniel Balavoine
Le Chanteur
(1978) Lucie
(1978)
Banlieue nord est une chanson composée par Michel Berger et écrite par Luc Plamondon pour la comédie musicale/opéra-rock Starmania en 1978.
Le personnage de Johnny Rockfort, incarné par Daniel Balavoine dans la version de 1978, interprète cette chanson qui parle de sa vie dans la banlieue et sa rencontre d'amis à l'Underground Café.
La chanson sort en single en 1979.
Daniel Balavoine reprendra Banlieue nord et Quand on arrive en ville lors de son concert à l'Olympia en 1981.
Willy DeVille chante l'adaptation en anglais Nobody Chooses lorsque l'opéra rock est adapté en Tycoon en 1992.
Le titre est interprété par Florent Pagny et Smaïn pour Les Enfoirés chantent Starmania en enregistré en février 1993,, quelques mois après le décès de Michel Berger en août 1992,.
Selon Bertrand Dicale, la chanson représente « la relation entre urbanisme des banlieues et délinquance juvénile ».